# Secretul lui Bachus
Secretul lui Bachus este un film de comedie românesc din 1984, regizat de Geo Saizescu după scenariul lui Titus Popovici. Rolurile principale sunt interpretate de actorii Emil Hossu, Ștefan Mihăilescu-Brăila, Dem Rădulescu, Gheorghe Dinică, Sebastian Papaiani și Jean Constantin.
Subiectul filmului îl reprezintă depistarea și distrugerea unei rețele infracționale organizate în România comunistă în jurul gestionarului unui depozit de vinuri poreclit Bachus. Gruparea a ajuns să includă un număr mare de persoane din mai multe ramuri economice, membrii rețelei reușind să strângă în timp sume mari de bani. Acțiunea este prezentată într-un stil satiric.
El se află pe locul 21 în topul celor mai vizionate film românești din toate timpurile după cum atestă un comunicat din 2006 al Uniunii Autorilor și Realizatorilor de Film din România.

## Rezumat
Intransigentul ziarist Victor Mirea (Emil Hossu), poreclit „Balaurul”, de la cotidianul național de mare tiraj „Atitudinea” întreprinde o anchetă la IAS Todești, descoperind că responsabilii Melcu (Marius Pepino) și Telcu (Nicu Constantin) au raportat în mod fals că recolta agricolă a fost culeasă în întregime și însilozată, produsele agricole recoltate ulterior fiind ascunse sub brazdă. Cei doi responsabili încearcă să-l corupă, umplându-i portbagajul autoturismului cu produse agricole, damigene cu vin și chiar un purcel viu, dar jurnalistul nu acceptă să fie corupt și scrie un articol în care înfierează comportamentul necorespunzător ale celor două cadre din agricultură. 
Articolul nu este însă publicat, deoarece redactorul șef Vladimir Cocea (Octavian Cotescu), un tip „încuiat” și fricos, nu și-a dat acordul de publicare în urma primirii unui telefon de la o persoană sus-pusă din minister. El îl trimite să investigheze un caz fără importanță: lipsa apei minerale Hebe din toate magazinele și restaurantele aflate în cartierul Berceni. Prezența ziaristului prin cartier atrage atenția unor oameni dubioși care intră în panică, iar Mirea și logodnica sa primesc în acea seară un cadou scump – o haină de blană de câinele Deltei, pe care iubita sa, avocata Bica Barbu (Rodica Mureșan), o admirase în vitrină în timpul plimbării lor prin Berceni. Victor crede că ea are un amant, iar cei doi logodnici se ceartă și se despart.
Ziaristul se duce a doua zi cu pachetul la blănărie pentru a face scandal, dar gestionarii de acolo îi spun că haina nu provine din magazinul lor. Mirea se așază la o terasă aflată vizavi de magazin; gestionarul Bumbescu (Ștefan Mihăilescu-Brăila), zis și nea Bachus, de la depozitul de vinuri aflat pe partea cealaltă a străzii își imaginează că Balaurul urmărește prăvălia lui. El îl abordează și îl invită la un local din zonă, unde cei doi consumă mâncăruri și băuturi scumpe (icre negre, carne de șalău, mușchi de vacă, whisky Chivas Regal, vin Cordon Rouge, coniac Courvoisier). În timpul consumației, ziaristul reușește să-l impresioneze pe gestionar prin fidelitatea sa declarată față de o singură femeie. Mirea dorește să se revanșeze, iar Bachus îl aduce la el acasă, unde-l prezintă fiicei sale, Gloria Miralena (Carmen Zecheru), care-și dorește să devină actriță deși picase de cinci ori la examentul de admitere la Institutul de Teatru și Film. Ziaristul îi face acesteia o curte asiduă, prefăcându-se îndrăgostit, pentru a afla secretul bogăției lui Bumbescu.
În zilele următoare, Mirea merge să facă o investigație la IAS „Vinicola”, unde i se adusese la cunoștință de către Nelu (Horațiu Mălăele), un fost angajat, că se fac afaceri dubioase. Directorul întreprinderii, Gheorghe Cercel (Gheorghe Dinică), se îmbogățise printr-o serie de activități dubioase, falsificând evidențele și realizând astfel mari câștiguri ilicite. Mirea descoperă o tipografie de etichete false pentru sticlele de vin care fuseseră scoase ilegal din gestiune. Oenologii lui Cercel încearcă să-l îmbete pentru a-l împedica să facă și alte descoperiri. Între timp, inspectorul Dumitru Sterea (Dem Rădulescu) de la Controlul Financiar este șantajat pentru a închide dosarul de cercetare a activității de la IAS „Vinicola”, după ce nea Bachus îi înscenează o aventură amoroasă cu o damă de companie.
Relația lui Victor cu Gloria Miralena evoluează, iar ziaristul o cere în căsătorie. Logodna este programată la un preventoriu TBC, nunta urmând să aibă loc în Elveția. Căpătând încredere în Victor, nea Bachus îi dezvăluie secretul bogăției sale. Gestionarul avea un laborator ilegal unde amesteca vinul achiziționat fără acte de la IAS „Vinicola” cu mai multe chimicale.
La petrecerea de logodnă a celor doi tineri participă un număr mare de bișnițari, care aduc cadouri scumpe. Invitații se îndoapă în mod necivilizat, dansează pe mese și se îmbată, dovedindu-și lipsa de educație și parvenitismul. Singurul care și-a dat seama de stratagema lui Mirea este directorul Cercel; el îi reproșează ziaristului într-o discuție privată că l-a înșelat pe Bachus și că vrea să-i înfunde pe toți parveniții care participă la petrecere. Potrivit lui, „toți vor să fie aristocrați, dar n-au curaj. O fac pe ascuns, prin unghere. Ce plăcere ai să bei de unul singur sau să faci amor cu o damă tot pe ascuns cu teama că o să te toarne cineva sau chiar ea?”. Mirea îi răspunde însă că „totuși cei mai mulți oameni acționează cinstit pe față”. 
Văzând destrăbălarea bișnițarilor invitați la logodnă, ziaristul strigă exasperat: „Am privit destul. Nu cred că existați. Sunteți neverosimili și totuși iată-vă: scursori, viermi, șobolani, neoameni. Poporul muncește din greu ca să dea țării ăsteia locul pe care-l merită în lume și voi, un grup de paraziți, batjocorind încrederea societății, v-ați pierdut înfățișarea de oameni. Nu vă puteți vedea. Ei bine o să fac eu să vă vadă lumea așa cum arătați, așa cum sînteți, lepădăturilor. În numele celor care muncesc, trudesc cinstit, în numele celor care acceptă sacrificiile necesare, în numele dreptății.”. Dându-și seama că s-a înșelat în privința ginerelui ales, Bachus le strigă invitaților să-l oprească pe Victor. Miliția Economică, care urmărea evenimentele de departe, intervine pentru a salva viața ziaristului. 
Ca urmare a probelor furnizate de Mirea și a perchezițiilor efectuate, maiorul Voinea (Dumitru Rucăreanu) îi arestează pe toți bișnițarii, inclusiv pe șoferul Grig Ștevie (Sebastian Papaiani), pe oenologul Trandafir Bulbuc (Jean Constantin) și pe Bachus. În câteva ascunzători din depozitul de vinuri al lui Bumbescu sunt găsite sume mari de bani în lei și în valută, cantități mari de aur, carnete de cecuri și alte bunuri scumpe. Gheorghe Cercel se sinucide, înscenându-și un accident la vânătoare. În urma publicării articolului scris de Mirea, la redacția ziarului „Atitudinea” sosește un număr mare de scrisori de felicitare din partea oamenilor muncii din țară. Redactorul șef primește un telefon de la o persoană sus-pusă și este acuzat că a vrut să fugă de răspundere prin faptul că articolul nu a avut ton suficient de aspru. Finalul filmului prezintă căsătoria lui Victor cu Bica. 

## Distribuție
- Emil Hossu — ziaristul Victor Mirea zis Balaurul
- Ștefan Mihăilescu-Brăila — gestionarul Bumbescu zis nea Bachus
- Dem Rădulescu — inspectorul Dumitru Sterea de la Controlul Financiar
- Gheorghe Dinică — Gheorghe Cercel, directorul IAS „Vinicola”
- Sebastian Papaiani — șoferul Grig Ștevie
- Jean Constantin — oenologul Trandafir Bulbuc
- Rodica Mureșan — avocata Bica (B.B.) Barbu, logodnica lui Mirea
- Cornel Gîrbea — Alduitu, angajat la IAS „Vinicola”
- Dumitru Rucăreanu — maiorul Voinea de la Miliția Economică
- Enikõ Szilágyi — Gabi, amanta lui Sterea (menționată Enikö Szilagy)
- Carmen Zecheru — Gloria Miralena Bumbescu, fiica lui nea Bachus
- Horațiu Mălăele — Nelu, fost angajat la IAS „Vinicola”
- Cristian Ștefănescu — ofițer de la Miliția Economică
- Octavian Cotescu — redactorul șef Vladimir Cocea
- Ileana Stana Ionescu — Aspasia, secretara lui Cercel
- Dinu Ianculescu — șeful de sală de la restaurant
- Maria Gligor
- Dorina Done — dna Bulbuc, responsabila unui chioșc de răcoritoare
- Mariana Cercel
- Nicu Constantin — Telcu de la IAS Todești
- Marius Pepino — Melcu de la IAS Todești
- Cristina Stamate — secretara ziarului Atitudinea
- Geo Saizescu — poetul bețiv Ieronim Stâncă
- Adriana Șchiopu — cântăreața Țuca Perișoară, agățată de Cercel
- Alecu Gh. Croitoru — cerșetorul orb
- Aristide Teică — Sofronie de la „Lacul și vopseaua”, vărul lui Bachus
- Sorin Medeleni — ziaristul Lascăr, colegul lui Mirea
- Dumitru Chesa — petrecăreț bețiv
- Radu Panamarenco — gestionarul unei crame din Berceni
- George Ulmeni
- Viorel Comănici — golanul care o acostează pe Bica Barbu
- Lucia Maier
- Rudy Rosenfeld — petrecăreț cu mustață albă
- Emil Bozdogescu
- Ion Punea
- Alexandru Lazăr
- George Negoescu — administratorul blocului lui Mirea
- Ion Nuni Anestin — majordomul lui Bachus
- Traian Petruț — individul care-l anunță pe Bachus de plimbarea prin cartier a lui Mirea
- Mircea Mușatescu
- Julieta Gîrbea
- Dorin Moga
- Mitzura Arghezi — doamnă de la petrecerea de logodnă
- Madeleine Aniței
- Maia Morgenstern — cocota Coca (menționată Maia Morgenstern Istodor)
- Savel Știopul — profesorul de teatru
- Alexandru Manea
- Ion Chelaru
- Ion Ralea
- Adrian Ștefănescu
- Vasile Popa — Gheorghe Popagheorghe de la „Părul de aur”, finul lui Bachus
- Ioan Albu
- Valeriu Stroian
- Anita Gîrbea
- Jeni Petrescu
- Dan Aștelean
- Cornelia Alexoi-Columbeanu — juna din cramă (nemenționată)

## Sursa de inspirație – afacerea Bachus
Sursa de inspirație a scenariului filmului a fost cazul Gheorghe Ștefănescu (1929–1981) sau dosarul „Vinul”, potrivit denumirii date de anchetatori. Gheorghe Ștefănescu provenea dintr-o familie de experți în producerea vinului, el lucrând ca gestionar al unui depozit de vinuri. A fost arestat în anii '60 în urma acuzațiilor de delapidare, contrafacere și diluare de băuturi, dar și de lovire și favorizarea infractorului. El a ieșit din închisoare în 1967. După eliberare, el și-a reluat vechea ocupație, ocupând în perioada 23 martie 1971 – 9 august 1978 funcția de șef al Depozitului de vinuri și rachiuri din Calea Griviței nr. 325; clădirea, care nu mai există astăzi, se afla în zona podului Grant. În această calitate, Ștefănescu a pus bazele unei grupări infracționale care se ocupa cu falsificarea de vinuri și vânzarea acestora către clienți.
Potrivit rechizitoriului procuraturii, el cumpăra vin de la podgoriile din județul Vrancea, pe care îl aducea la București cu camioane. Cantitățile trecute pe avizele de expediție erau ulterior falsificate. În depozitul său, Ștefănescu amesteca vinurile și rachiurile între ele, adăugând și apă, și apoi vindea produsele rezultate la prețul cel mai mare. Vinul superior era amestecat cu cantități mari de vin inferior și etichetat ca vin superior. Prin aceste operațiuni de cupaj, Ștefănescu a obținut câștiguri mari pe care și le însușea în totalitate, rotind vânzătorii pentru a nu cunoaște valoarea încasărilor zilnice și oferindu-le periodic sume de bani, vin și alimente. El ținea personal gestiunea, iar abilitatea sa a determinat ca organele de control să nu găsească niciodată nereguli.
Cu banii obținuți, gestionarul depozitului de vinuri cumpăra cantități mari de bijuterii și de aur. În rețeaua sa făceau parte directori generali, gestionari și chiar pivniceri, care erau mituiți periodic. Miliția i-a organizat un flagrant în apropierea depozitului de vinuri, Ștefănescu fiind prins de miliție în timpul unei tranzacții de cumpărare de aur de la un bișnițar. El a fost arestat la 8 august 1978, iar în urma percheziției efectuate la domiciliul său i s-a găsit pe lângă peste 19 kilograme de bijuterii din aur și pietre prețioase și suma de un milion de lei, care era ascunsă într-un perete fals de pe balcon. Ulterior, a circulat zvonul că gestionarul ar fi fost prins după ce vinul cumpărat de un ofițer de Securitate pentru nunta fetei sale s-ar fi stricat, ca urmare a amânării nunții cu o săptămână.
Cazul Ștefănescu a fost descris în presa din epocă, fiind publicate articole în numărul 35 (31 august 1978) al revistei Flacăra (articolul „De momeala numită de noi un milion lei s-au prins alte 15 milioane sub firma Gh. Ștefănescu și fiii”, semnat de Nicolae Cristache) și în numărul 11225 (23 septembrie 1978) al cotidianului Scînteia (articolul „Omul cu morala șubredă – omul de care are nevoie escrocul”, semnat de Eugen Florescu). În acele articole s-a evidențiat faptul că Ștefănescu îl mituia periodic pe Tudor Bălătică, prim-secretarul organizației PCR din Sectorul 1, pentru a-i trece cu vederea afacerile veroase. Din rețea mai făceau parte directori de IAS-uri și de întreprinderi producătoare de alcool, negustori, procurori, judecători, avocați și câțiva milițieni.
Ancheta procuraturii a scos la iveală faptul că gruparea condusă de Ștefănescu a realizat câștiguri de „13.800.000 lei, din care o parte și-a însușit-o personal, altă parte a transmis-o participanților la infracțiunile comise, iar altă parte a înmânat-o drept mită unor lucrători cu funcții de răspundere care i‑au înlesnit activitatea infracțională”. Ancheta a scos la iveală faptul că persoanele anchetate dețineau numeroase mașini, proprietăți, depozite CEC și cantități impresionante de aur. Vecinii familiei Ștefănescu au afirmat că gestionarul de cramă avea trei mașini, pe care le parca la două străzi distanță. Apartamentul de bloc al familiei era placat cu mozaic, gresie, faianță și parchet scump. Membrii familiei Ștefănescu trăiau pe picior mare, organizând petreceri la care participau persoane importante.
Fostul gestionar a fost acuzat de șapte infracțiuni: delapidare cu consecințe deosebit de grave, introducere ilegală de mărfuri în gestiune, fraudă, abuz în serviciu, instigare la fals, fals intelectual și uz de fals. Ancheta a durat aproape doi ani. Tribunalul Municipiului București, Secția I Penală, l-a găsit vinovat de fiecare dintre aceste capete de acuzare și l-a condamnat la moarte și confiscarea averii. În hotărârea judecătorească pronunțată la 26 aprilie 1980 de un complet condus de judecătoarea Cornelia Popescu se menționau următoarele: „Sfidând cu luciditate pe cei din jur, element afacerist, avid după câștiguri nemuncite, dornic de înavuțire și trai ușor, inculpatul Ștefănescu Gheorghe, încălcând cu cinism și premeditare legile țării a sustras treptat din avutul celor ce muncesc sume meri de bani, încercând prin aceasta să slăbească eforturile pentru consolidarea și dezvoltarea societății socialiste. Acționând fără jenă, pentru organizarea marilor afaceri și ascunzând averi mari, manifestându‑se ca un capitalist, care nu are nimic în comun cu societatea noastră, urmează ca instanța, pentru infracțiunea de delapidare cu consecințe deosebit de grave pentru avuția țării, să aplice inculpatului Ștefănescu Gheorghe pedeapsa cu moartea și confiscarea averii”. Ștefănescu a făcut recurs, care s-a judecat la Secția Penală a Tribunalului Suprem și a menținut sentința inițială. El a fost executat 4 decembrie 1981 la închisoarea Jilava.
Cei doi băieți ai lui Gheorghe Ștefănescu, Mircea (gestionar al unui depozit de vinuri din zona Pieței Matache) și Gabi (angajat la depozitul condus de tatăl său), au fost condamnați în același dosar, primul la 15 ani de închisoare (din care a făcut numai zece), iar al doilea la trei ani. Ei s-au îmbolnăvit în închisoare, murind la scurtă vreme după eliberare.

## Producție

### Scenariu
Scenariul filmului a fost scris de romancierul Titus Popovici, care a valorificat prin acest film „disponibilitățile civice” ale satirei și a început o colaborare fructuoasă cu regizorul de comedie Geo Saizescu. Punctul de plecare al scenariului l-a constituit afacerea Bachus, mai precis cazul falsificatorului de vinuri Gheorghe Ștefănescu care a făcut vogă în epocă. Titus Popovici a adăugat: „sunt prea trist ca să scriu drame”, mărturisindu-și revolta și dezgustul față de personajele incriminate în scenariu. Rolul personajului principal (Bachus) a fost gândit special pentru actorul Ștefan Mihăilescu-Brăila.
Vorbind despre apariția ideii realizării acestui film, regizorul Geo Saizescu a afirmat că romancierul Titus Popovici i-a propus într-una din discuțiile purtate de el să realizeze o comedie satirică despre cazul Ștefănescu. Saizescu a intervenit la Gheorghe Chivulescu, ministrul justiției, a cărui fată îi era studentă la clasa de regie. Ministrul nu l-a ajutat însă, dar o judecătoare i-a înmânat rechizitoriul procuraturii. Scenariul a fost scris cu colaborarea unor consilieri de la miliție „duri, severi, necruțători”, fiind citit și modificat de mai multe ori până la elaborarea variantei finale. În timpul elaborării scenariului, regizorul a fost la Direcția Cercetări Penale, unde anchetatorii i-au prezentat schema „rețelei Ștefănescu”.
„Am pornit de la poveștile și zvonurile care circulau despre vinurile lui Ștefănescu, am vorbit cu oameni care l-au cunoscut, și asa a prins chip, puțin câte puțin, atât scenariul filmului, cât și Bachus. Abia când am primit rechizitoriul am avut plăcerea să vedem că intuisem corect realitatea, iar «Nea Puiu Bumbescu» al nostru și liota care roia în jurul lui semănau foarte bine cu realitatea. După realizarea filmului, am discutat cu câțiva anchetatori care s-au arătat uimiți: «Domle, ați căzut exact pe realitate. Cam așa au stat lucrurile, iar Bachus-ul vostru seamănă perfect cu Ștefănescu»”, a afirmat Saizescu.
Scenariul filmului Secretul lui Bachus a fost analizat timp de două zile de ofițerul Costică Voicu, anchetator în cazul Ștefănescu și viitor inspector general al Inspectoratului General al Poliției și apoi rector al Academiei de Poliție „A.I. Cuza” (2000–2008). Ofițerul de miliție a considerat că scenariul a fost bine documentat, mecanismul afacerii fiind descris corect în ciuda prezenței unor exagerări de natură artistică. El a afirmat că lui Ștefănescu nu i s-a spus niciodată „Bachus”, ci doar nea Gică.
Criticul Călin Căliman considera că scrierea scenariului a reprezentat pentru Titus Popovici „un act temerar, de curaj civic, mai ales pentru că ziaristul, pus pe descoperiri, dă de urma unor abuzuri și infracțiuni incredibile (demne nu numai de un deceniu incredibil, dar și de zilele noastre), descoperind «bârloguri» somptuoase cu oglinzi venețiene, cu ... studiouri cinematografice, cu mobiliere de lux – sau bârloguri «modeste», cu kilograme de aur, dolari și tot felul de alte cosmeticale ascunse sub tejghele”.
Printre replicile incluse în scenariu sunt și ultimele două versuri din cunoscutul catren al lui Păstorel Teodoreanu: „Sfrijită ca o Sfântă Vineri,/Mi-a spus o babă: «La români,/Băbeasca place mult la tineri,/Pe când, Feteasca la bătrâni.»”.

### Realizarea filmului
Realizarea filmului nu a fost lipsită de probleme. Scenariul intitulat inițial Nuntă cu dar a fost respins de conducerea cinematografiei românești în urma referatului întocmit de activiștii Emilia Sonia și Suian Pavel de la Comitetul Central al P.C.R., dar a fost aprobat ulterior de primul vicepreședinte al C.C.E.S., Traian Ștefănescu, ca urmare a intervenției scriitorului Titus Popovici. În arhivele Securității s-a găsit o „notă informativă” din 11 mai 1983, care a fost reprodusă în numărul din 20 septembrie 1995 al cotidianul Evenimentul zilei (cu specificația „A.S.R.I., Fond «D» dosar nr. 11155, vol. 12, f. 314”). în nota informativă se specificau următoarele: „La Casa de Filme nr. 1 urmează a se realiza, fiind în faza de pregătire, filmul «Nuntă cu dar», scenariul Titus Popovici, regia Geo Saizescu, film inspirat din cazul «Ștefănescu». Scenariul filmului este o satiră la adresa vieții social-politice din România, vizând moravuri și năravuri actuale. Se comentează în rândul cineaștilor că filmul va fi un record de vulgarități (sic!), în desfășurarea de lux și corupție în care sunt prezentați activiștii de partid, vicepreședinții, directorii de întreprinderi, ziariștii, prostituate în diverse ipostaze. Exemplu: un director își aduce amanta cu un avion special pe câmpul din apropierea vilei sale; președinți de C.A.P. care îngroapă recoltele de porumb, trecând peste ele cu tractorul; directori care își petrec timpul la Intercontinental, înconjurați de prostituate. Personajul principal din film este ... Nea Puiu (sic!), șeful și organizatorul tuturor afacerilor, acesta corupând activiști de partid, ziariști, persoane cu funcții de conducere în agricultură.”. Din nota respectivă reies greutățile întâmpinate de cineaști în acei ani în abordarea genului satirei. 
Filmările au început la 16 mai 1983. Filmul a fost realizat în studiourile Centrului de Producție Cinematografică București. Regizori secunzi au fost Lidia Slavu și Iorgos Ghindidis, iar asistent de regie Mircea Plîngău. La realizarea filmului au fost folosiți următorii consilieri: col. Ion Baciu, col. Tudor Stănică și dr. ing. Todiriță Giosanu. Muzica a fost interpretată de Orchestra de Jazz a Radioteleviziunii Române dirijată de Sile Dinicu.
Rolul personajului principal (Bachus) a fost gândit special pentru actorul Ștefan Mihăilescu-Brăila. „Rolurile au fost adaptate, mulabile, însă nu aș fi găsit un actor care să intre atât de bine în pielea acestui personaj așa cum a făcut-o Ștefan. Bachus vânează slăbiciunile oamenilor, asta era teoria lui și, de asemenea, teoria tuturor escrocilor, iar atunci când considera că este momentul prielnic, acționează. Ștefan Mihăilescu-Brăila a reușit să contureze mai mult decât perfect personajul”, a afirmat regizorul. „Era extraordinar! A studiat rolul și apoi a intrat perfect, din prima, în pielea lui Bachus. Nu-ți venea să crezi cum omulețul ăla, care se gudura umil pe lângă cei luați în vizor, se preschimba într-o fiară când simțea că i-a prins și trebuia să le înfrângă ultima rezistență. Atunci căpăta o privire de gheață, care parcă tăia ca un laser”, a completat Saizescu.
Alături de actori, în film apare și regizorul Geo Saizescu, nelipsit în filmele sale începând cu Astă seară dansăm în familie (1972).
Filmul trebuia să fie mai lung, dar conducerea Consiliului Culturii și Educației Socialiste a impus tăieri masive. Potrivit regizorului, „în scenariul original apărea și un fiu al lui Bachus, plin de ifose și fițe, care își făcea de cap, pentru că-l știa pe taică-său în spate. În el «cerberii» au văzut o aluzie la Nicu Ceaușescu. Ni s-a atras clar atenția că, dacă vrem să facem filmul, trebuie să renunțăm la acest personaj pentru că prea seamănă cu «băiatu' lui băiatu' ăla mare». Am renunțat și, o dată cu el, am renunțat la o oră de film, cât totalizau scenele în care el ar fi trebuit să apară”.

## Recepție
Filmul Secretul lui Bachus a avut parte de un mare succes la public, fiind vizionat de 5.673.747 de spectatori la cinematografele din România, după cum atestă o situație a numărului de spectatori înregistrat de filmele românești de la data premierei și până la data de 31.12.2007 alcătuită de Centrul Național al Cinematografiei. El a fost relansat la 1 februarie 2002, fiind vizionat de încă 58 spectatori. Secretul lui Bachus se află astfel pe locul 21 în topul celor mai vizionate film românești din toate timpurile după cum atestă un comunicat din 2006 al Uniunii Autorilor și Realizatorilor de Film din România.
Succesul filmului a determinat identificarea actorului Ștefan Mihăilescu-Brăila cu personajul Bachus. Actorul însuși povestea că de fiecare dată când mergea să-și cumpere o sticlă de vin, era abordat cu umor de cei care-l întâlneau.

### Premii
Scenaristul Titus Popovici a primit în 1984 Premiul pentru scenariu al Asociației Cineaștilor din România (ACIN) pentru filmele Horea și Secretul lui Bachus. De asemenea, actorul Ștefan Mihăilescu-Brăila a primit Premiul pentru interpretare masculină pentru rolul din filmul Secretul lui Bachus, ex-aequo cu Radu Beligan (pentru rolul din Horea), Ștefan Iordache (pentru rolul din Glissando) și Ovidiu Iuliu Moldovan (pentru rolurile din filmele Horea și Dreptate în lanțuri).

### Recenzii critice
Jurnalistul Cristian Tudor Popescu, doctor în cinematografie și profesor asociat la UNATC, considera Secretul lui Bachus drept un film cu caracter politic și propagandistic al epocii comuniste, scenariul fiind scris de „cel mai eficient propagandist prin manipulare al cinematografiei comuniste”. Mesajul manipulator are o eficiență ridicată datorită umorului satiric memorabil, personajul Bachus fiind împins „într-un comic grotesc, bazat pe interpretarea excepțională a lui Ștefan Mihăilescu-Brăila”. Potrivit lui C.T. Popescu, „mesajul fundamental transmis de comedia lui Popovici-Saizescu este: trăim într-o țară veselă, în care lumea o duce bine, răul e reprezentat de indivizi care n-au nici o legătură cu Partidul Comunist,, cu socialismul, cu oamenii muncii, pe care nici măcar nu trebuie să-i urâm, trebuie, în primul rând, să râdem de ei. Nici o clipă aceștia nu pun cu adevărat în pericol orânduirea noastră socialistă, știm de la bun început că vor fi prinși de «organele noastre». [...] Popovici-Saizescu dovedesc că au învățat bine lecțiile lui Lunacearski și Goebbels privitoare la entertainment ca vehicul al manipulării.”.
Analizând acest film, Cristian Tudor Popescu a constatat prezența mai multor aspecte propagandiste:
- crearea unui univers complet fals,[17] sugerându-se ideea că România este o țară cu probleme, dar liberă, în care lumea o duce bine, iar lipsurile se datorează unor indivizi declasați, lacomi și paraziți.[18] Lumea vorbește limba engleză, este bine îmbrăcată, iar milițienii poartă sacouri albe și arată ca niște gentlemani;[15]
- prezența unor personaje schematizate la pătrat, care sunt „adevărate fantoșe”, din care s-a scos „orice urmă de realitate umană”;[17]
- producția agricolă din anii '80 este abundentă, iar lipsurile de alimente din magazine s-ar datora unor responsabili cu agricultura șmecheri;[19]
- sabotarea activității economice din regimul comunist de către „elementul lacom și descompus, înconjurat de o șleahtă asemenea lui, alcătuită din rămășițe ale vechii orânduiri, indivizi declasați, dame de moravuri ușoare, paraziți ai societății”;[15]
- inexistența niciunei referințe la pedeapsa cu moartea la care fusese condamnat falsificatorul de vinuri Ștefănescu.[15] Singura referință la execuția acestuia este „sinuciderea de operetă a «boierului» Cercel, complicele lui Bachus”.[18]

Criticul Tudor Caranfil a dat filmului o stea din cinci și a făcut următorul comentariu: „Un ziarist combativ descoperă nereguli grave într-un IAS. Continuând cercetarea, dă de urma unor abuzuri și infracțiuni cu prăzi fabuloase. Pornind de la un scenariu de Titus Popovici (Pr. ACIN) inspirat de realul „caz Ștefănescu”, se obține o „satiră” demagogică menită să acopere abuzurile și chiar crimele juridice ale conducerii de partid (odioase „pedepse capitale”) sub masca dezvăluirii faptelor reprobabile, comportamentelor și mentalităților „anacronice” ale unor activiști mărunți, directori, ziariști, prezentați în desfășurări de lux și corupție. De remarcat o uluitoare compoziție feroce a lui Mihăilescu-Brăila în rolul unui speculant demagog și rapace. Peste 5.600.000 bilete de cinema solicitate.”

## Locuri de filmare

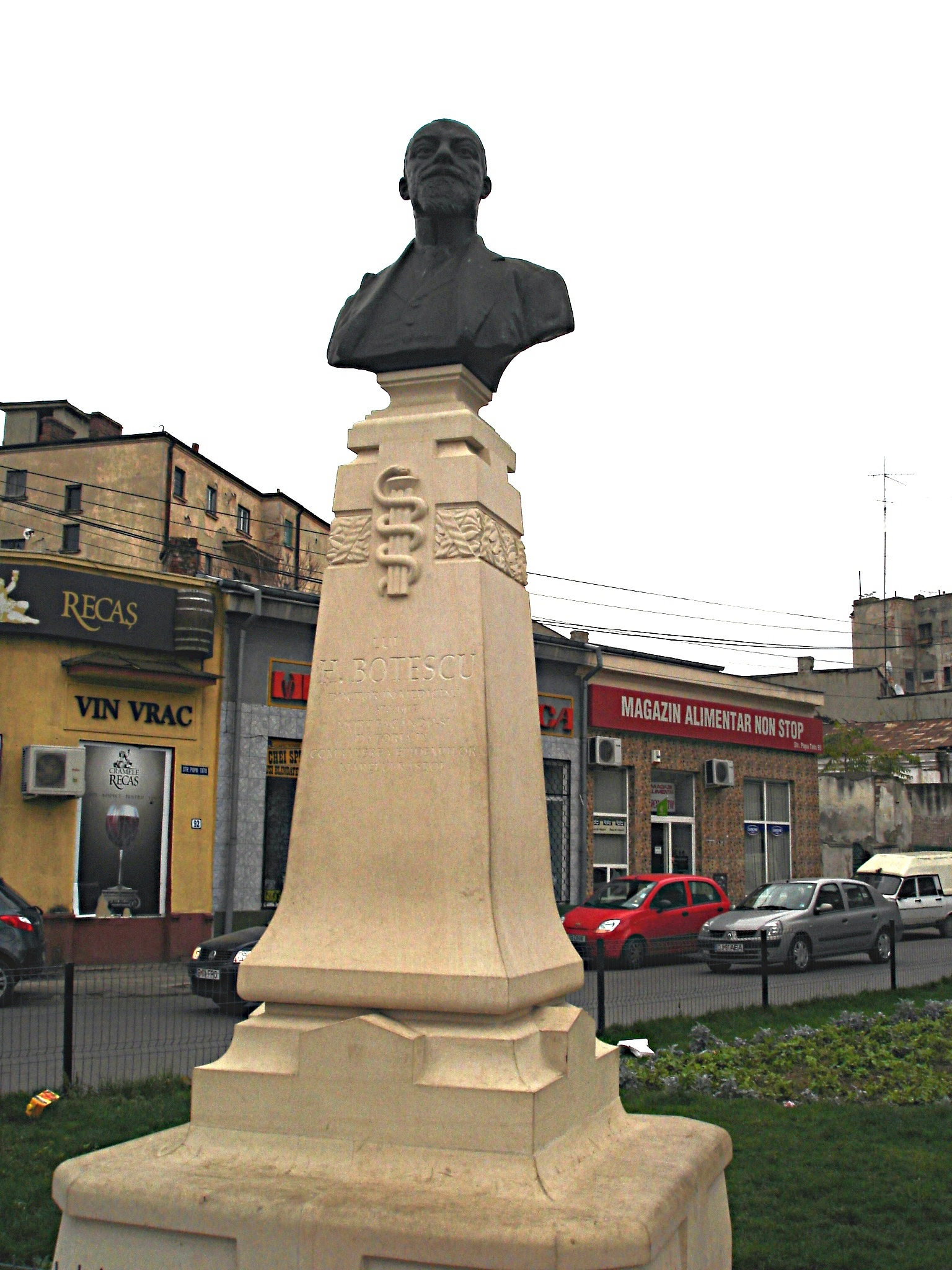
Bustul doctorului Haralambie Botescu, în apropierea căruia se află depozitul lui Bachus